# Championnat de Roumanie de football 1915-1916
Navigation
Saison précédente Saison suivante
La saison 1915-1916 du Championnat de Roumanie de football était la 7e édition de la première division roumaine. Cette compétition a eu lieu sous le nom de Cupa Jean-Luca Niculescu
Quatre club s'inscrivent à la compétition. C'est le Prahova Ploiești qui termine en tête du championnat et remporte son premier titre de champion de Roumanie.
En avril 1916, la Roumanie entre dans la Première Guerre mondiale, le championnat est interrompu jusqu'en 1919.

## Les 4 clubs participants
- Prahova Ploiești
- Colentina Bucarest
- Bucarest FC
- Coltea Bucarest

## Compétition

### Classement
Le barème de points servant à établir le classement se décompose ainsi :
- Victoire : 2 points
- Match nul : 1 point
- Défaite : 0 point

| Rang | Équipe             | Pts | J | G | N | P | Bp | Bc | Diff |
| ---- | ------------------ | --- | - | - | - | - | -- | -- | ---- |
| 1    | Prahova Ploiești   | 10  | 6 | 5 | 0 | 1 | 13 | 3  | +10  |
| 2    | Bucarest FC        | 7   | 6 | 2 | 3 | 1 | 11 | 9  | +2   |
| 3    | Coltea Bucarest    | 3   | 5 | 0 | 3 | 2 | 4  | 10 | -6   |
| 4    | Colentina Bucarest | 2   | 5 | 0 | 2 | 3 | 5  | 11 | -6   |

|  | Champion de Roumanie 1915-1916 |

### Matchs
| Résultats (▼dom., ►ext.)                                   | Pra | Buc | Colt | Cole |
| Prahova Ploiești                                           |     | 3-0 | 3-1  | 2-0  |
| Bucarest FC                                                | 2-0 |     | 1-1  | 6-3  |
| Coltea Bucarest                                            | 0-4 | 1-1 |      | 1-1  |
| Colentina Bucarest                                         | 0-1 | 1-1 |      |      |
| - Victoire à domicile - Match nul - Victoire à l'extérieur |     |     |      |      |

- Le résultat du match Colentina Bucarest-Coltea Bucarest est inconnu. Prahova Ploiești a disputé toutes ses rencontres à l'extérieur, car les clubs de Bucarest ont refusé de se déplacer à Ploiești pour y disputer les matchs de championnat.

## Bilan de la saison
| Tableau d'Honneur                   |                  |
| Compétition                         | Vainqueur        |
| Championnat de Roumanie de football | Prahova Ploiești |